# Dmitri Dmitrijewitsch Kugryschew
Dmitri Dmitrijewitsch Kugryschew (russisch Дмитрий Дмитриевич Кугрышев; * 18. Januar 1990 in Balakowo, Russische SFSR) ist ein russischer Eishockeyspieler, der seit 202 beim HK Lada Toljatti in der Kontinentalen Hockey-Liga unter Vertrag steht.

## Karriere
Dmitri Kugryschew begann seine Karriere als Eishockeyspieler bei Romantik Balakowo in seiner Heimatstadt. Später spielte er in der Nachwuchsabteilung des HK ZSKA Moskau, in der er bis 2008 aktiv war. Anschließend wurde er im NHL Entry Draft 2008 in der zweiten Runde als insgesamt 58. Spieler von den Washington Capitals ausgewählt. Daraufhin verbrachte er zwei Spielzeiten bei den Remparts de Québec in der kanadischen Juniorenliga LHJMQ, die ihn beim CHL Import Draft 2008 an Nummer 26 gezogen hatten. Vor allem in der Saison 2008/09 konnte er dabei überzeugen und er wurde in das All-Rookie Team der QMJHL sowie der Canadian Hockey League gewählt. In der regulären Saison war der Flügelspieler der Rookie mit den meisten Toren und Scorerpunkten der LHJMQ, wofür er die Trophée Michel Bergeron als bester offensiver Rookie der Liga erhielt. Die Saison 2010/11 verbrachte der Russe bei Washingtons Farmteam Hershey Bears in der American Hockey League, konnte sich dort jedoch nicht durchsetzen. In 64 Spielen erzielte er sechs Tore und acht Vorlagen. Zudem absolvierte er drei Partien für die South Carolina Stingrays in der ECHL.
Zur Saison 2011/12 kehrte Kugryschew zum HK ZSKA Moskau aus der Kontinentalen Hockey-Liga zurück. Am 1. Mai 2013 wurde Kugryschew zusammen mit Igor Oschiganow gegen Nikita Saizew vom HK Sibir Nowosibirsk eingetauscht. Zudem erhielt der HK Sibir eine finanzielle Kompensationszahlung. Zwei Jahre später kehrte er zusammen mit Oschiganow zum ZSKA zurück, im Gegenzug wechselte Damir Schafjarow zu Sibir.
Weitere Stationen in der KHL waren der HK Awangard Omsk und Salawat Julajew Ufa, wo er bis 2021 spielte. Über den HK Spartak Moskau und den HK Witjas kam er zum HK Lada Toljatti, für den er seit 2023 spielt.

### International
Erstmals international spielte Kugryschew beim Europäischen Olympischen Jugendfestival 2007 im spanischen Jaca. Für Russlands U18 er nahm an den U18-Junioren-Weltmeisterschaften 2007 und 2008 und später mit der U20-Auswahl an den U20-Junioren-Weltmeisterschaften 2008 und 2009 teil. Bei allen vier Turnieren konnte er mit seiner Mannschaft eine Medaille gewinnen – bei der U18-WM 2007 die Gold-, bei der U18-WM 2008 die Silber- und bei den beiden U20-Weltmeisterschaften die Bronzemedaille.
In der Saison 2013/14 kam er zu ersten Einsätzen in der Herren-Auswahl, in der er bisher neunmal spielte. Bei großen Turnieren wurde er jedoch bisher nicht eingesetzt.

## Erfolge und Auszeichnungen
- 2009 CHL All-Rookie Team
- 2009 QMJHL All-Rookie Team
- 2009 Trophée Michel Bergeron
- 2014 KHL-Stürmer des Monats Dezember
- 2015 Teilnahme am KHL All-Star Game

### International
- 2007 Goldmedaille bei der U18-Junioren-Weltmeisterschaft
- 2008 Bronzemedaille bei der U20-Junioren-Weltmeisterschaft
- 2008 Silbermedaille bei der U18-Junioren-Weltmeisterschaft
- 2009 Bronzemedaille bei der U20-Junioren-Weltmeisterschaft

## Statistik
(Stand: Ende der Saison 2024/25)